# John Glanville
John Glanville el joven (1586-1661) fue un abogado y político inglés, hijo de John Glanville el viejo.
Aceptado como barrister por el colegio de abogados Lincoln's Inn en 1610.  Diputado del parlamento británico por Plymouth en 1614 y entre 1620 y 1626.
En 1625 fue nombrado (contra su voluntad) secretario de guerra de la expedición de Cádiz, que organizada por el duque de Buckinham y capitaneada por Sir Edward Cecil llevó a cabo un fallido ataque militar contra la ciudad española de Cádiz.  A su regreso tomó parte en el proceso de acusación seguido contra el duque de Buckinham por la mala organización de la empresa.
Registrador de Plymouth en 1614, y de Bristol en 1638.  En 1640 fue nombrado portavoz del parlamento británico durante el periodo del Parlamento corto, perteneciendo al partido puritano de Oliver Cromwell.  Fue ordenado sir en 1641.  Doctor en derecho canónico por Oxford en 1643. 
Formó parte de la acusación contra Algernon Percy, 10º conde de Northumberland, por su supuesta participación en el complot de Edmund Waller contra el parlamento.  Entre 1645 y 1648  Glanville fue inhabilitado y encarcelado. 

## Obras
- The Voyage to Cadiz in 1625, crónica de la expedición de Cádiz, publicada por la Camden Society en 1883.

## Fuente
Este artículo incorpora texto del Dictionary of national biography bajo dominio público.
- Datos: Q5933273